# 盖洋镇
盖洋镇是中国福建省三明市明溪县下辖的一个镇。

## 行政区划
盖洋镇共辖1个居委会、18个行政村，分别是：
盖洋居委会、盖洋村、白叶村、白岚村、湾内村、常坪村、衢地村、温庄村、姜坊村、湖上村、村头村、杨地村、葫芦形村、桂林村、雷西村、画桥村、林地村、大坑村、大洋村。